# Benins flag
Benins flag blev oprindelig taget i brug i 1959. Det blev forandret da det marxistiske regime overtog i 1975, men da dette regime gik af blev det gamle design genindført 1. august 1990.
Farverne er de traditionelle pan-afrikanske: Grønt symboliserer håb, gult symboliserer velstand og rødt symboliserer mod.
- Wikimedia Commons har flere filer relateret til Benins flag

| Flag | Spire Denne artikel om flag eller vexillologi er en spire som bør udbygges. Du er velkommen til at hjælpe Wikipedia ved at udvide den. |